# Obercunnersdorf
Obercunnersdorf é uma cidade da Alemanha localizada no distrito de Görlitz, região administrativa de Dresden, estado da Saxônia.